# اویاچه
اویاچه (به ایتالیایی: Oyace) یک کومونه در ایتالیا است که در واله دائوستا واقع شده‌است. اویاچه ۳۰ کیلومتر مربع مساحت و ۲۱۴ نفر جمعیت دارد و ۱٬۳۷۷ متر بالاتر از سطح دریا واقع شده‌است.

## خواهرخوانده
شهر Vex خواهرخواندهٔ اویاچه هست.